# ICE-Stadt Limburg

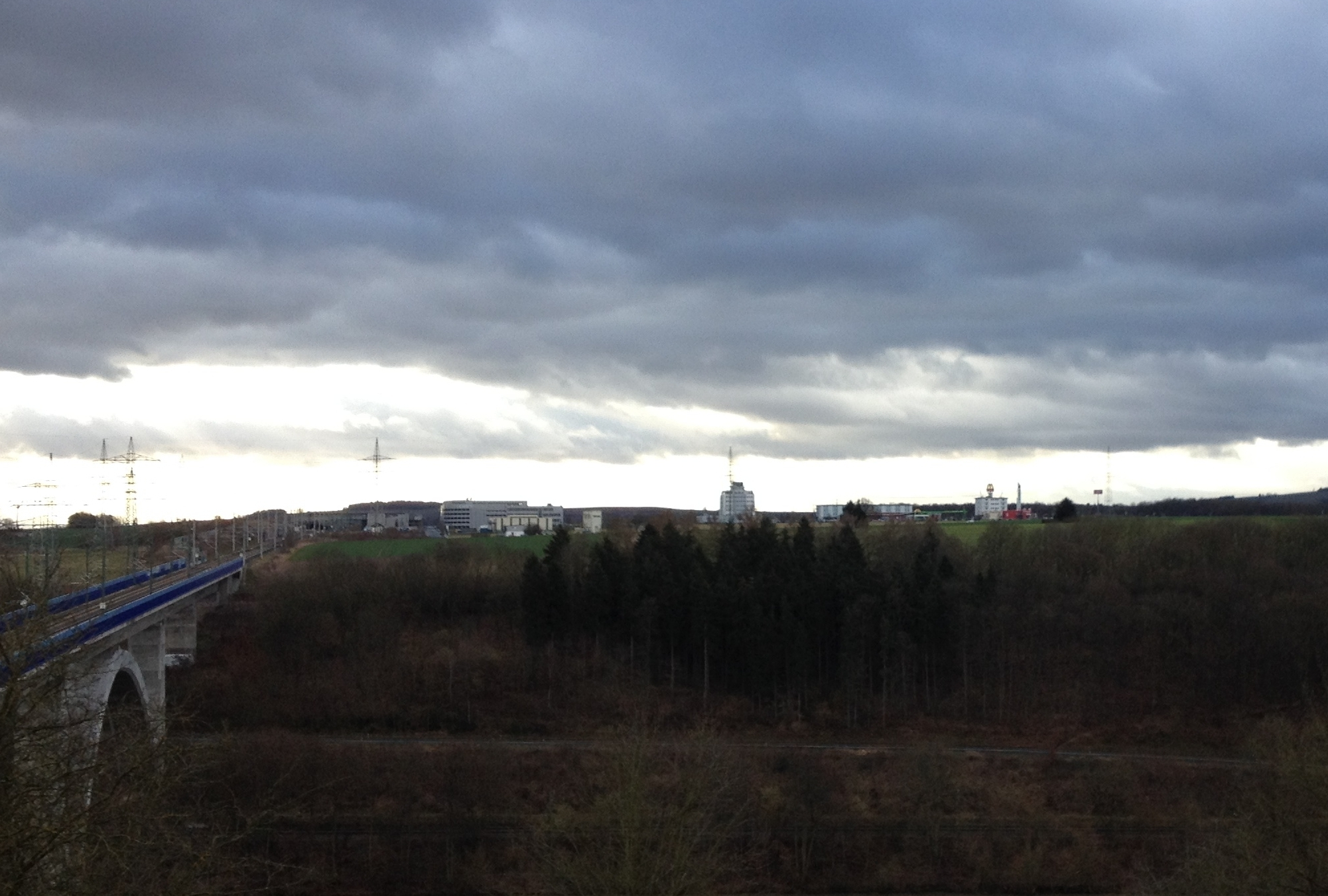
ICE-Stadt Limburg (Blick von Dietkirchen aus Richtung Nordwesten)

Die ICE-Stadt Limburg, auch als ICE-Gebiet oder früher ICE-Railport bezeichnet, ist ein Gewerbegebiet der Stadt Limburg an der Lahn.

## Lage
Die ICE-Stadt Limburg liegt zwischen der Limburger Kernstadt und dem Stadtteil Lindenholzhausen auf dem Eschhöfer Feld und damit auf Gemarkung des Limburger Stadtteils Eschhofen an der Schnellfahrstrecke Köln–Rhein/Main.

## Geschichte
Entstanden ist die ICE-Stadt Limburg mit dem Bau des Bahnhof Limburg Süd im Jahr 2002. Ziel der Stadt Limburg war es, mit dem Bahnhof verstärkt neue Unternehmen in unmittelbarer Umgebung anzusiedeln und so einen eigenen Stadtteil mit überregionaler Bekanntheit entstehen zu lassen. Im Vorfeld der Bauarbeiten wurden auf dem heutigen Gebiet der ICE-Stadt archäologische Grabungen durchgeführt, bei denen bedeutende Siedlungsspuren aus der Eis- und Jungsteinzeit gefunden wurden. Die neu angelegten Straßen wurden nach europäischen Hauptstädten benannt.

## Infrastruktur und Wirtschaft
Die ICE-Stadt ist vollständig erschlossen. Um eine Ansiedlung für Unternehmen der New Economy interessant zu machen, erhielt die ICE-Stadt lange vor den übrigen Stadtteilen einen Breitband-Internetzugang über Glasfaser. Neben einer frühen Ansiedlung von Fast-Food-Restaurants, einer Tankstelle und eines Hotels und des Amts für Bodenmanagement ließen sich nur einige Unternehmen ohne überregionale Bedeutung in der ICE-Stadt nieder. 2013 eröffnete die Krankenhausgesellschaft St. Vincenz dort ihr neues Logistik- und Dienstleistungszentrum. Das an den Bahnhof angrenzende Parkhaus der Stadt Limburg wurde 2011 in Betrieb genommen. 2017 wurden eine Wasserstoff-Tankstelle sowie eine Schnellladestation für Elektrofahrzeuge des niederländischen Anbieters Fastned eröffnet. Seit 2020 hat die Großbäckerei Schäfer Dein Bäcker ihren Sitz in dem Gewerbegebiet.

### Verkehrsanbindung

#### Straßenverkehr
An der ICE-Stadt führt die B 8 mit direkter Anbindung an die Anschlussstelle Limburg Süd der A 3 vorbei.

#### Schienenverkehr
Der namensgebende Bahnhof Limburg Süd an der Schnellfahrstrecke Köln–Rhein/Main befindet sich im Siedlungsgebiet ICE-Stadt Limburg. 

#### ÖPNV
- Linie 580 (Bahnhof Limburg-Süd – Bahnhof Limburg (Lahn)-Südseite – Diez – Katzenelnbogen – St. Goarshausen-Rheinfähre) der Martin Becker GmbH.
- LM-5 (Bahnhof Limburg-Süd – Frankfurter Str./Pallottinerkloster – Am Meilenstein) der Stadtlinie Limburg.
- LM-59 (Limburg – Bahnhof Limburg-Süd – Eschhofen – Runkel – Seelbach) der Stadtlinie Limburg.
- 282 (Limburg(ZOB)–Bahnhof Limburg-Süd–Weilburg).
- 283 (Limburg(ZOB)–Bahnhof Limburg-Süd–Bad Camberg).

Im Siedlungsgebiet ICE-Stadt Limburg befinden sich zwei Bushaltestellen für den Stadtbus- und Regionalbusverkehr, die Haltestelle Bahnhof Limburg Süd sowie die Haltestelle Limburg-Brüsseler Straße/Kopenhagener Straße.

#### Fernbusverkehr
An der Fernbushaltestelle des Bahnhofs Limburg-Süd verkehren Busse von FlixBus und Onebus in Richtung Köln, Frankfurt am Main, Mainz und Wiesbaden.

## Sonstiges
Einige Jahre diente das ICE-Gebiet jährlich als Treffpunkt für das Tuning-Treffen Carfreitag. Ab 2013 wurde diese Veranstaltung dort von der Stadt Limburg offiziell geduldet, Im Jahr 2015 jedoch im Vorfeld von Stadt und Polizei in Kooperation mit dem Organisator abgesagt. Seit 2016 findet das Treffen unter strengen Auflagen wieder statt.